# جزیره سنتینل شمالی

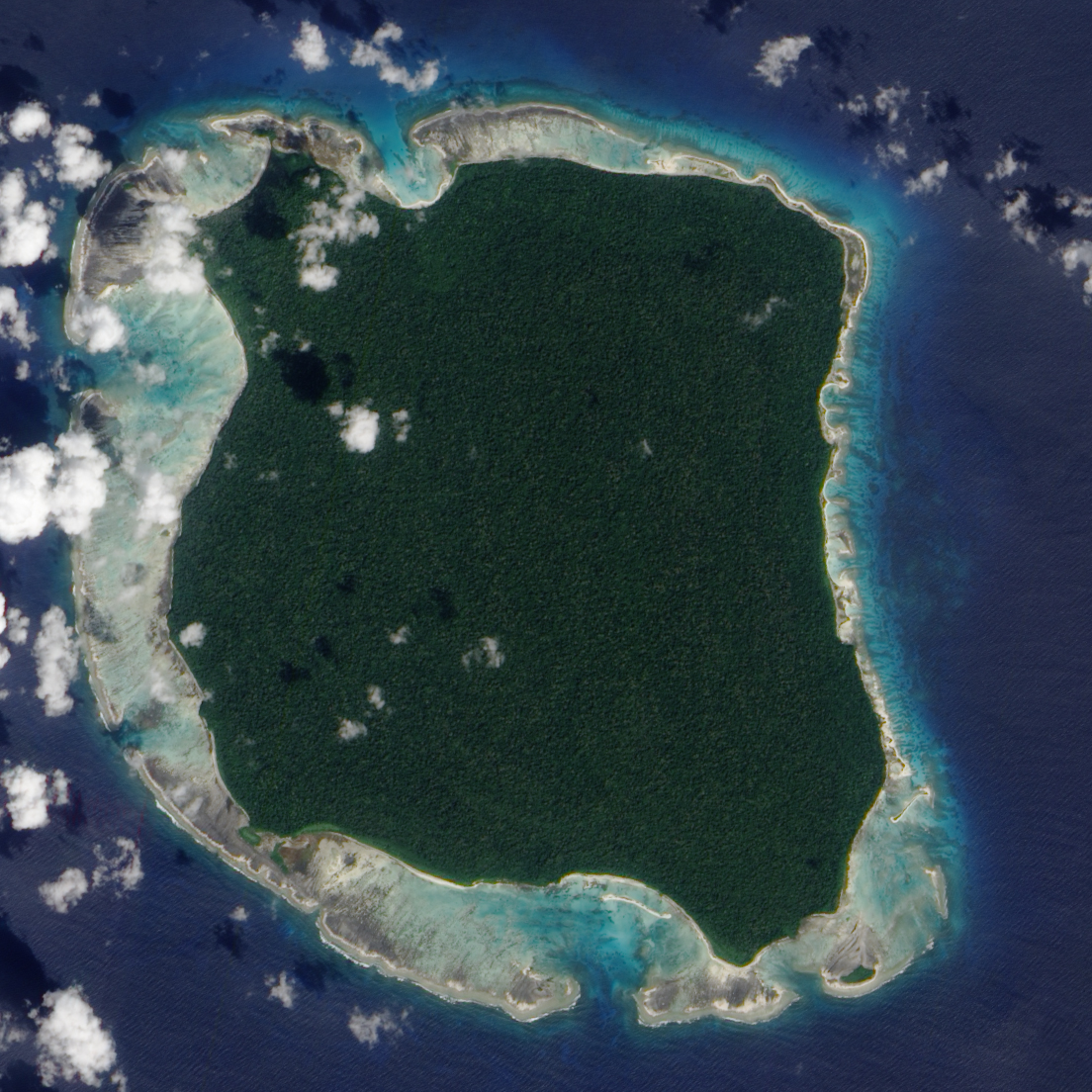
جزیره سنتینل شمالی در سال ۲۰۰۹

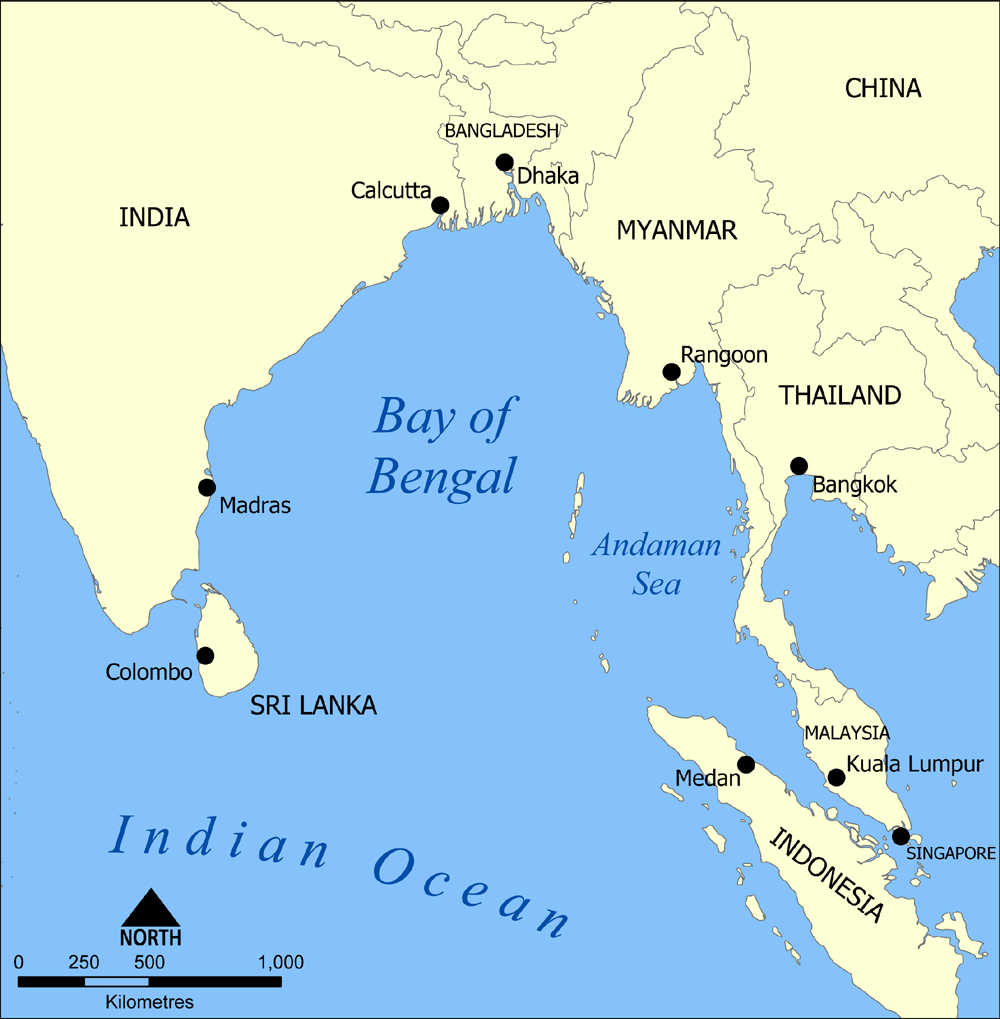
خلیج بنگال، به همراه جزایر آندامان در جنوب میانمار

جزیرهٔ سنتینل شمالی جزیره‌ای از مجمع‌الجزایر آندامان و نیکوبار در خلیج بنگال است. سنتینل شمالی در قسمت غربی بخش جنوبی جزیره آندامان جنوبی واقع شده است. این جزیرهٔ کوچک که از بخش اصلی آندامان کبیر جدا افتاده با آب‌سنگ‌های مرجانی احاطه شده و فاقد بندر است. این سرزمین سکونتگاه سنتینلی‌ها، گروهی بومیان در انزوای خودخواسته است که اغلب با توسل به زور از انزوای محافظت شدهٔ خود در برابر دنیای خارج دفاع کرده‌اند. «قانون حمایت از قبایل بومی جزایر آندامان و نیکوبار (۱۹۵۶)» سفر به جزیره و هر گونه نزدیک‌تر شدن بیش از پنج مایل دریایی (۹٫۲۶ کیلومتر) را ممنوع می‌کند تا از ابتلای جامعه قبیله‌ای به بیماری‌های خارجی که نسبت به آنها مصونیت اکتسابی ندارند، جلوگیری کند. این منطقه توسط نیروی دریایی هند تحت نظارت قرار دارد.
جمعیت ساکنان این جزیره بین ۵۰ تا ۴۰۰ نفر تخمین زده می‌شود. سنتینلی‌ها از هر گونه ارتباط با مردمان دیگر دوری نموده و جزء آخرین مردمانی هستند که با دنیای مدرن ارتباطی نداشته‌اند. دانشمندان تخمین می‌زنند که سنتینلی‌ها به دلیل دوری از تمدن حدود ۶۰٬۰۰۰ سال از تمدن عقب هستند. سکنه این جزیره با تهدید بالقوه بیماری‌های عفونی که در مقابل آن‌ها ایمن نیستند و نیز خشونت مزاحمان روبرو هستند بنابراین دولت هندوستان کل جزیره را که تقریباً به اندازه جزیره لاوان می‌باشد و آب‌های اطراف آن تا سه مایل از جزیره را منطقه ممنوعه اعلام کرده است.

## تاریخچه

### تاریخچه اولیه
اُنگ‌ها؛ یکی دیگر از مردمان بومی آندامان، از وجود جزیرهٔ سنتینل شمالی آگاه بوده‌اند و نام سنتی آن‌ها برای این جزیره چیاداک ووکویهاست. اُنگ‌ها همچنین شباهت فرهنگی بسیاری به سنتینلی‌ها؛ آنگونه که از دور مشاهده شده، دارند. با اینحال اُنگ‌هایی که توسط بریتانیایی‌ها در قرن نوزدهم به آنجا آورده شده بودند زبان آن‌ها را متوجه نمی‌شدند بنابراین مدت زمان جدایی آنها قابل توجه به نظر می‌رسد.

### اکتشافات انگلیسی‌ها
اولین مشاهده ثبت شده از جزیره سنتینل شمالی توسط نقشه‌بردار بریتانیایی جان ریچن در سال ۱۷۷۱ صورت گرفته است. وی «نورهای بسیاری» را از داخل یک کشتی نقشه‌برداری متعلق به کمپانی هند شرقی به نام دیلیجنت به هنگام عبور از کنار جزیره مشاهده نمود. هامفرای نیز در مارس ۱۸۶۷ به این جزیره سفر کرد. در همان سال یک کشتی تجاری هندی به نام نینوا بر روی یک تپه مرجانی نزدیک جزیره غرق شد. ۱۰۶ مسافر و خدمه نجات یافته توسط قایق در ساحل پیاده شده و با حمله سنتینلی‌ها مواجه شدند. آن‌ها سرانجام توسط بخش نجات نیروی دریایی پادشاهی بریتانیا پیدا شدند.
سفری به رهبری موریس ویدال پورتمن یک مدیر دولتی که امیدوار بود مطالعاتی در مورد بومی‌ها و سنت‌های آن‌ها داشته باشد، در ژانویه ۱۸۸۰ با ورود موفق به خشکی به انجام رسید. این گروه یک مسیر شبکه‌ای و چند روستای متروکه را پیدا کردند. بعد از چندین روز شش سنتینلی (یک زوج سالخورده و چهار کودک) ربوده شده و به پورت بلر انتقال یافتند. افسر حکومتی مسئول آدم‌ربایی نوشته است که کل این گروه «به سرعت بیمار شدند و پیرمرد و همسرش جان باختند؛ بنابراین چهار کودک به سرعت همراه با هدایایی به خانه خود بازگردانده شدند.»
دومین ورود پورتمن به این جزیره در ۲۷ اوت ۱۸۸۳ بعد از فوران کراکاتوآ انجام شد. این فوران با شلیک اشتباه گرفته شد و به عنوان سیگنال خطر از یک کشتی تفسیر شد. از این رو یک گروه جستجو در جزیره وارد خشکی شدند. پورتمن چندین بار دیگر جزیره را بین ژانویه ۱۸۸۵ و ژانویه ۱۸۸۷ مورد بازدید قرار داد.

### تاریخچه اخیر
گروه‌های اکتشافی هندی با دستور برقراری روابط دوستانه با سنتینلی‌ها از سال ۱۹۶۷ هر چند سال یک بار ورودهای کوتاه مدتی را به جزیره داشته‌اند. در سال ۱۹۷۵ لئوپولد سوم پادشاه بلژیک در یک تور در آندامان توسط بزرگان محلی به صورت شبانه به آب‌های جزیره سنتینل شمالی وارد شد. کشتی‌های ترابری ام وی روزلی و ام وی پریموس به ترتیب در اواسط ۱۹۷۷ و اوت ۱۹۸۱ در تپه‌های دریایی جزیره به گل نشستند. سنتینلی‌ها لاشه این کشتی‌ها را برای جمع‌آوری آهن جستجو می‌کردند. مهاجرانی از پورت بلر نیز این مکان‌ها را برای بازیابی کشتی‌های ترابری بازدید نمودند.
در اوت ۱۹۸۱، کشتی پریموس در تپه‌های دریایی جزیره به گل نشست. بعد از چند روز خدمه کشتی متوقف شده مردان کوچک سیاه‌چرده‌ای را دیدند که با خود نیزه و پیکان حمل کرده و مشغول ساختن قایق در ساحل هستند. کاپیتان پریموس به صورت رادیویی درخواست اضطراری برای رساندن سلاح گرم نمود تا خدمه بتوانند از خود دفاع کنند ولی سلاحی به آن‌ها نرسید. دریای طوفانی جزیره نشینان را از کشتی دور نگه داشت. بعد از یک هفته خدمه کشتی توسط بالگردی متعلق به کمسیون نفت و گاز طبیعی هند (ONGC) نجات یافتند.
در سال ۱۹۸۶ یک زندانی فراری بریتانیایی از جزایر آندامان به‌طور تصادفی سر از سواحل جزیره سنتینل شمالی درآورد. چند روز بعد یک گروه تجسس جسد آن را در ساحل پیدا کردند که با خنجرهایی در گلویش کشته شده بود.
اولین ارتباط صلح‌آمیز با سنتینلی‌ها توسط تریلوکیناث پاندیت یکی از مدیران مرکز مطالعات انسان‌شناسی هندوستان و همکاران وی در ژانویه ۱۹۹۱ صورت گرفت. بازدید هندی‌ها از جزیره در سال ۱۹۹۷ متوقف شد.
سنتینلی‌ها از زمین‌لرزه سال ۲۰۰۴ اقیانوس هند و اثرات جانبی آن از جمله سونامی جان سالم به در بردند. سه روز بعد از حادثه، یک هلیکوپتر دولتی هندوستان چند نفر از آنان را مشاهده نمود که پیکان و سنگ به سمت هلیکوپتر پرتاب می‌کردند. همچنین سونامی محل‌های ماهیگیری سنتینلی‌ها را نابود کرد که ظاهراً آن‌ها با این موضوع کنار آمده بودند.
در ژانویه ۲۰۰۶ دو ماهیگیر که قایق آن‌ها به جزیره نزدیک شده بود توسط سنتینلی‌ها کشته شدند.
در نوامبر ۲۰۱۸ ساکنین جزیره یک مبلغ مذهبی ۲۶ساله آمریکایی را هنگام پا گذاشتن بر خاک جزیره کشتند. این شخص جهت ترویج مسیحیت و بدون هماهنگی با مقامات محلی و به صورت غیرقانونی وارد جزیره شده بود.

## جغرافیا

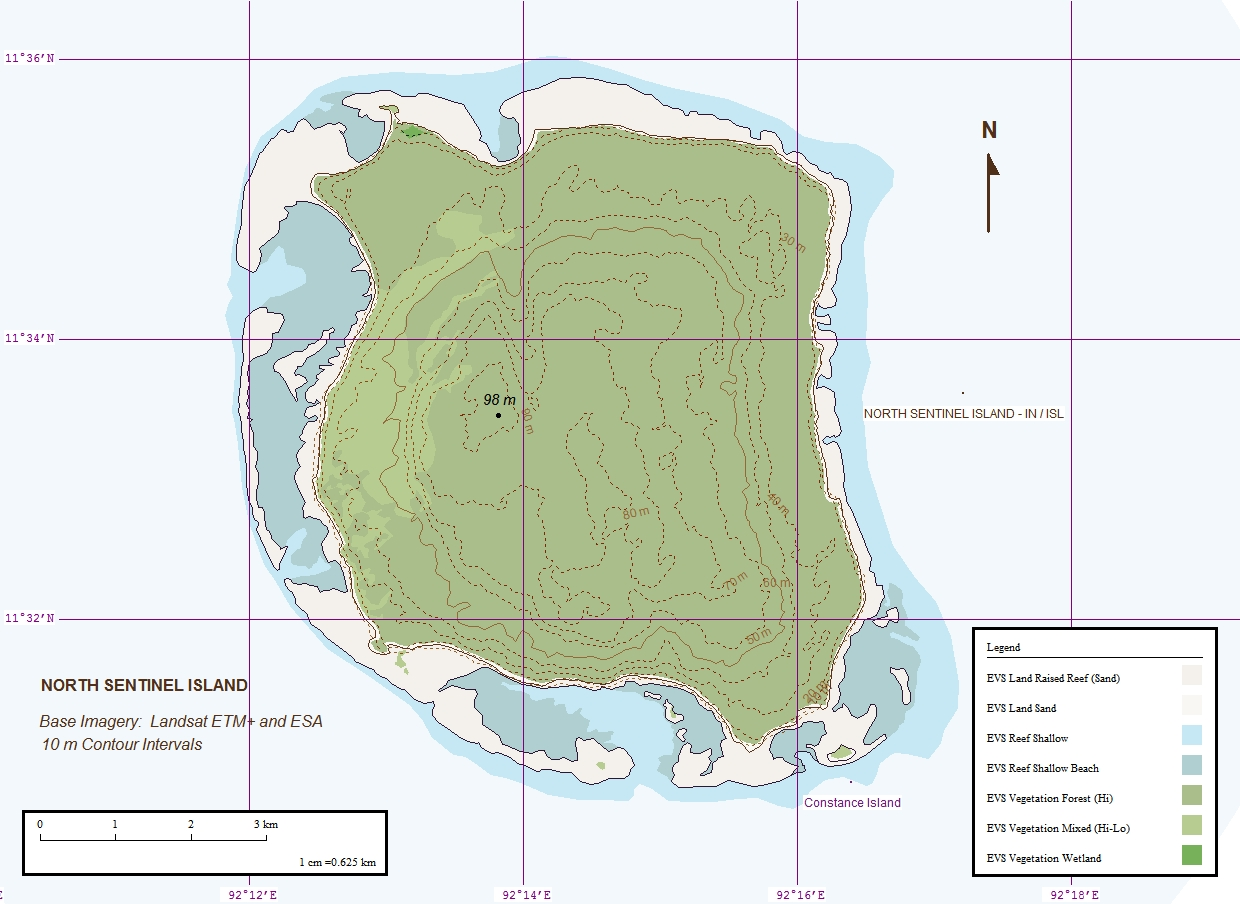
نقشه جزیره

قبل از زمین‌لرزه ۲۰۰۴، جزیره سنتینل شمالی مساحتی حدود ۷۲ کیلومتر مربع و محیطی تقریباً مربع شکل داشت. همچنین یک جزیره کوچک پوشیده از جنگل به نام جزیره کونستانس در حدود ۶۰۰ متری جنوب شرق این جزیره واقع شده بود.
زمین‌لرزه سال ۲۰۰۴ صفحه زمین‌ساختی زیر جزیره را کج نموده و باعث بالا آمده یک تا دومتری جزیره شد. وسعت زیادی از تپه‌های مرجانی اطراف جزیره بیرون آمده و کاملاً به زمین خشک یا تالاب‌های کم‌عمق تبدیل شده‌اند که باعث گسترش مرزهای قسمت‌های شرقی و جنوبی تا یک کیلومتر شده و همچنین موجب یکی شدن جزیره کنستانس و جزیره اصلی شده است.
به غیر از ساحل باریک اصلی و تپه‌های دریایی بیرون آمده از آب سایر مناطق جزیره به‌طور کامل پوشیده از جنگل می‌باشد.

## وضعیت سیاسی
از سال ۱۹۴۷ هندوستان این جزیره را به عنوان بخشی از قلمرو واحد جزایر آندامان و نیکوبار اداره می‌کند؛ ولی از آنجایی که هیچ قراردادی با مردم این جزیره بسته نشده و هیچ تصرفی که به موجب آن مردم این جزیره تحت حاکمیت قرار گیرند وجود نداشته این جزیره می‌تواند به عنوان یک نهاد مستقل تحت حفاظت هندوستان در نظر گرفته شود؛ بنابراین در عمل این جزیره منطقه‌ای خود مختار متعلق به هندوستان است.
دولت آندامان و نیکوبار در سال ۲۰۰۵ اعلام داشت که به هیچ وجه قصد مداخله در نحوه زندگی و محل سکونت سنتینلی‌ها ندارد و علاقه‌مند به پی‌گیری برقراری ارتباط بیشتر با آن‌ها نیست.